# 미 마리도 티에네 파밀리아
《미 마리도 티에네 파밀리아》(스페인어: Mi marido tiene familia)은 2017년 방영된 멕시코의 텔레노벨라이다. 지난 2012년 한국 드라마 《넝쿨째 굴러온 당신》을 원작으로 한 작품이다.